# Pro-Palestijnse protesten van 2025 op Nederlandse universiteiten

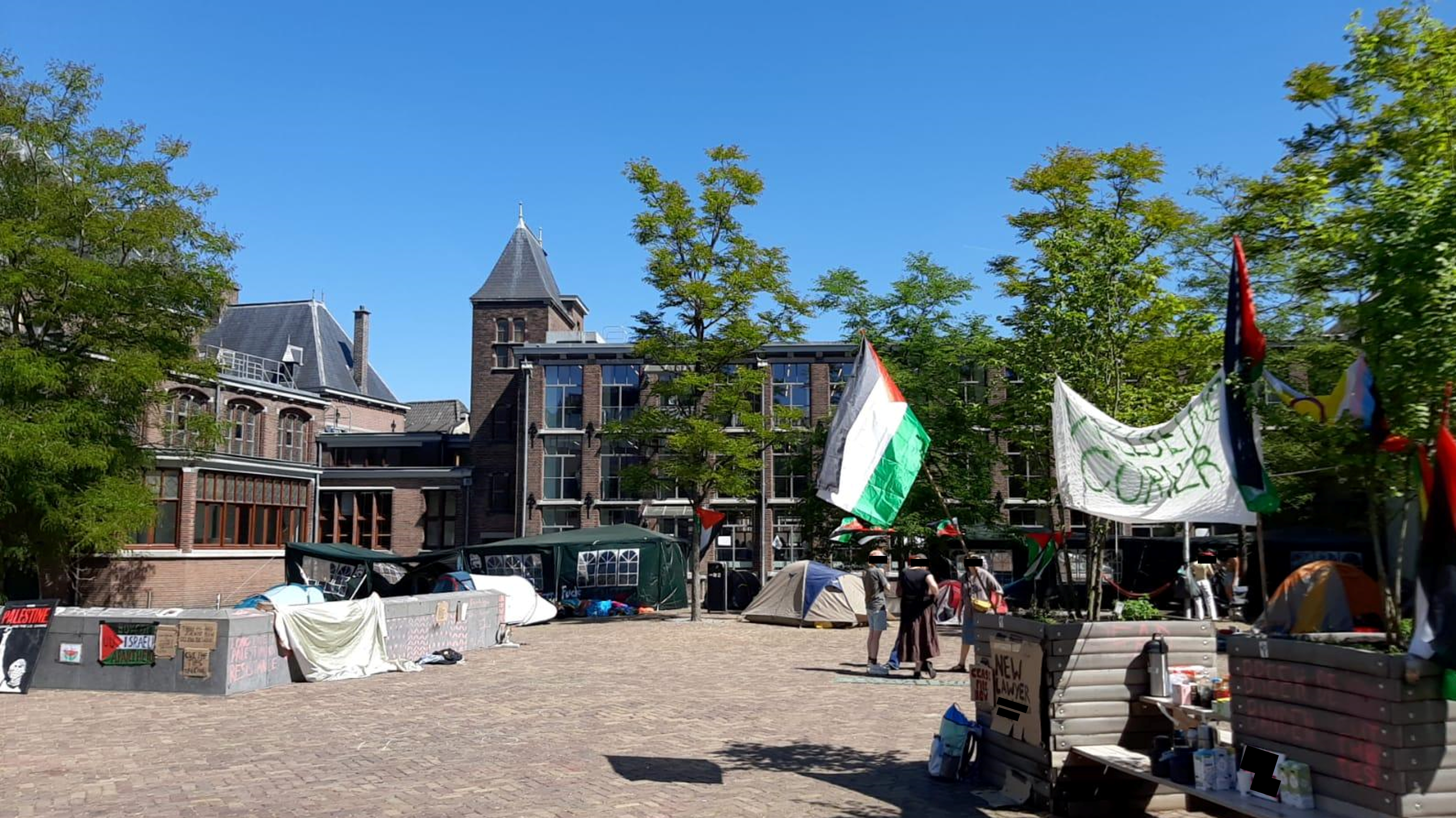
Sectie (welzijnshoek) van de pro-Palestina studentenkampen op de binnenplaats van de Universiteitsbibliotheek Utrecht.

De pro-Palestijnse protesten op universiteitscampussen in Nederland in 2025 zijn een reeks demonstraties, protestkampen en gebouwbezettingen door studenten en medewerkers aan Nederlandse universiteiten, met de eis om institutionele banden met Israëlische academische en onderzoeksorganisaties te verbreken naar aanleiding van de aanhoudende oorlog in Gaza en Israëlische militaire acties rond de genocide op Palestijnen.

## Achtergrond
Protesten tegen de genocide in Gaza en de banden van Nederlandse universiteiten met Israëlische instellingen begonnen al in oktober 2023, maar escaleerden in het voorjaar van 2025 na het Israëlische offensief in Rafah, de toegenomen aandacht voor oorlogsmisdaden door het Israëlische leger, en de verspreiding van campusprotesten in de Verenigde Staten en Europa. Demonstranten riepen op tot een academische boycot van Israël, desinvestering uit bedrijven die het Israëlische leger bevoorraden en volledige transparantie over institutionele samenwerkingen.

## Betrokken universiteiten

### Tilburg University
Op 30 januari beëindigde de politie een bezetting door Palestine Solidarity Tilburg in de glazen gang van het Cobbenhagengebouw van Tilburg University. Ongeveer 40 demonstranten, waaronder studenten en medewerkers, protesteerden tegen het weigeren van de universiteit om banden met Israëlische instellingen te verbreken. De meeste demonstranten vertrokken vrijwillig na een politiebevel, maar vijf bleven zitten en werden zonder arrestaties verwijderd. De demonstranten eisten ofwel de overhandiging van een open brief aan rector Wim van de Donk, of een openbaar debat. De universiteit weigerde dit, gaf aan open te staan voor dialoog maar niet onder druk, en beschouwde de bezetting van het gebouw als een rode lijn.

### Universiteit van Amsterdam

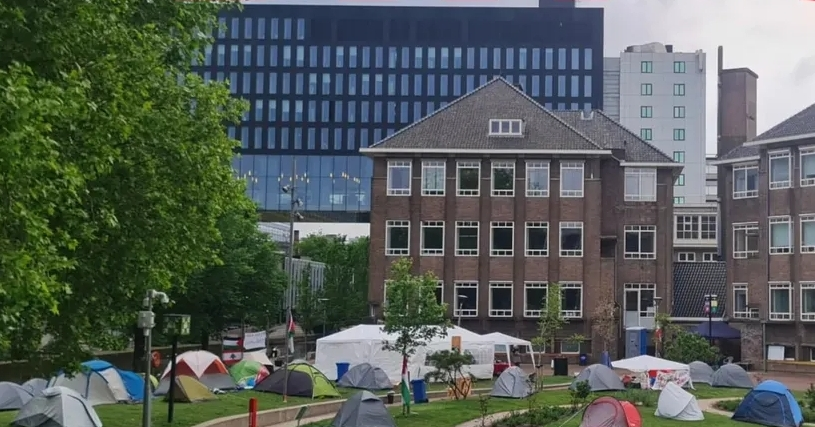
Pro-Palestina en anti-genocidekamp op de campus van de Universiteit van Amsterdam in juni 2025.

Op 14 april bezetten tientallen pro-Palestijnse activisten het Maagdenhuis, het bestuursgebouw van de Universiteit van Amsterdam. Medewerkers werden verzocht het gebouw te verlaten, ingangen werden gebarricadeerd en er werden spandoeken en Palestijnse vlaggen uit de ramen gehangen. De bezetters eisten onmiddellijke verbreking van alle banden met Israëlische instellingen. De universiteit weigerde te onderhandelen met gemaskerde bezetters en deed aangifte bij de politie. De protesten eindigden met politie-ingrijpen.
Op 2 juni herstelden demonstranten een protestkamp op de Roeterseilandcampus, waarbij ze eisten dat de universiteit alle banden verbreekt met Israëlische instellingen en bedrijven die vermeend medeplichtig zijn aan genocide in Gaza. Het protest volgt op soortgelijke acties eerder in mei en trok meer dan 50 deelnemers. Demonstranten herdoopten de campus tot "Alaa al-Najjar Campus" ter nagedachtenis aan een Gazaanse arts die het grootste deel van haar familie verloor bij een Israëlische luchtaanval. De medezeggenschapsraden van de UvA hadden recentelijk opgeroepen tot het opschorten van samenwerkingen met Israëlische academische instellingen. Hoewel UvA-rector Peter-Paul Verbeek voor het eerst het bestaan van genocidaal geweld in Gaza erkende, heeft hij de aanbevelingen van de raden nog niet overgenomen.

### Technische Universiteit Delft
Op 22 april ontvingen 400 hoogleraren van de TU Delft informatiepakketten als onderdeel van een grassrootsinitiatief om de rol van de universiteit in de aanhoudende genocide onder de aandacht te brengen, mogelijke acties te ondernemen en wegen naar verandering te verkennen. De pakketten, georganiseerd door de Delftse Studentenintifada, medewerkers, studenten en bondgenoten van de TU Delft, bevatten onder andere Maya Winds boek 'Torens van Ivoor en Staal' en gepersonaliseerde flyers. Instellingen als de TU Delft werken samen met bedrijven als Israel Aerospace Industries aan dual-use technologieën.
Op 5 juni bezetten meer dan honderd pro-Palestijnse demonstranten vreedzaam de TU Delft Library. De demonstratie begon bij het Pulse-gebouw en trok verder over de campus met slogans als "Vrij, vrij Palestina". Later betrad de groep de bibliotheek en ontvouwde een spandoek met kritiek op de banden van de TU Delft met het Israëlische militaire complex. Het protest is tot nu toe vreedzaam verlopen, zonder politie- of veiligheidsinterventie.

### Universiteit Leiden
Op 6 mei escaleerde een demonstratie in het Wijnhavengebouw van de Universiteit Leiden in Den Haag, toen een kleine groep demonstranten zich binnen barricadeerde, waarna de politie ingreep. Terwijl het merendeel van de demonstranten het gebouw vreedzaam verliet, weigerde een deel te vertrekken, blokkeerde de nooduitgangen met barricades en vernielde sloten van nooddeuren. 
De universiteit gaf aan dat de inzet van de politie nodig was vanwege zorgen over de veiligheid, schade aan eigendommen en verstoring van het onderwijs. Volgens berichtgeving werden tientallen mensen gearresteerd en raakten meerdere demonstranten gewond. 
De universiteit heeft een commissie ingesteld die de samenwerkingen met Israëlische instellingen onderzoekt.

### Radboud Universiteit Nijmegen
Op 7 mei bezetten activisten kort het Berchmanianumgebouw van de Radboud Universiteit. Een universiteitsvertegenwoordiger weigerde te onderhandelen met de demonstranten. Politieoptreden op de campus leidde tot drie arrestaties, waarbij onder meer wapenstokken en politiehonden werden ingezet. Een demonstrant raakte gewond door een hondenbeet. Op 13 mei werd opnieuw een protestkamp opgezet bij het Huygensgebouw, dat tot 1 juni bleef staan.

### Universiteit Utrecht

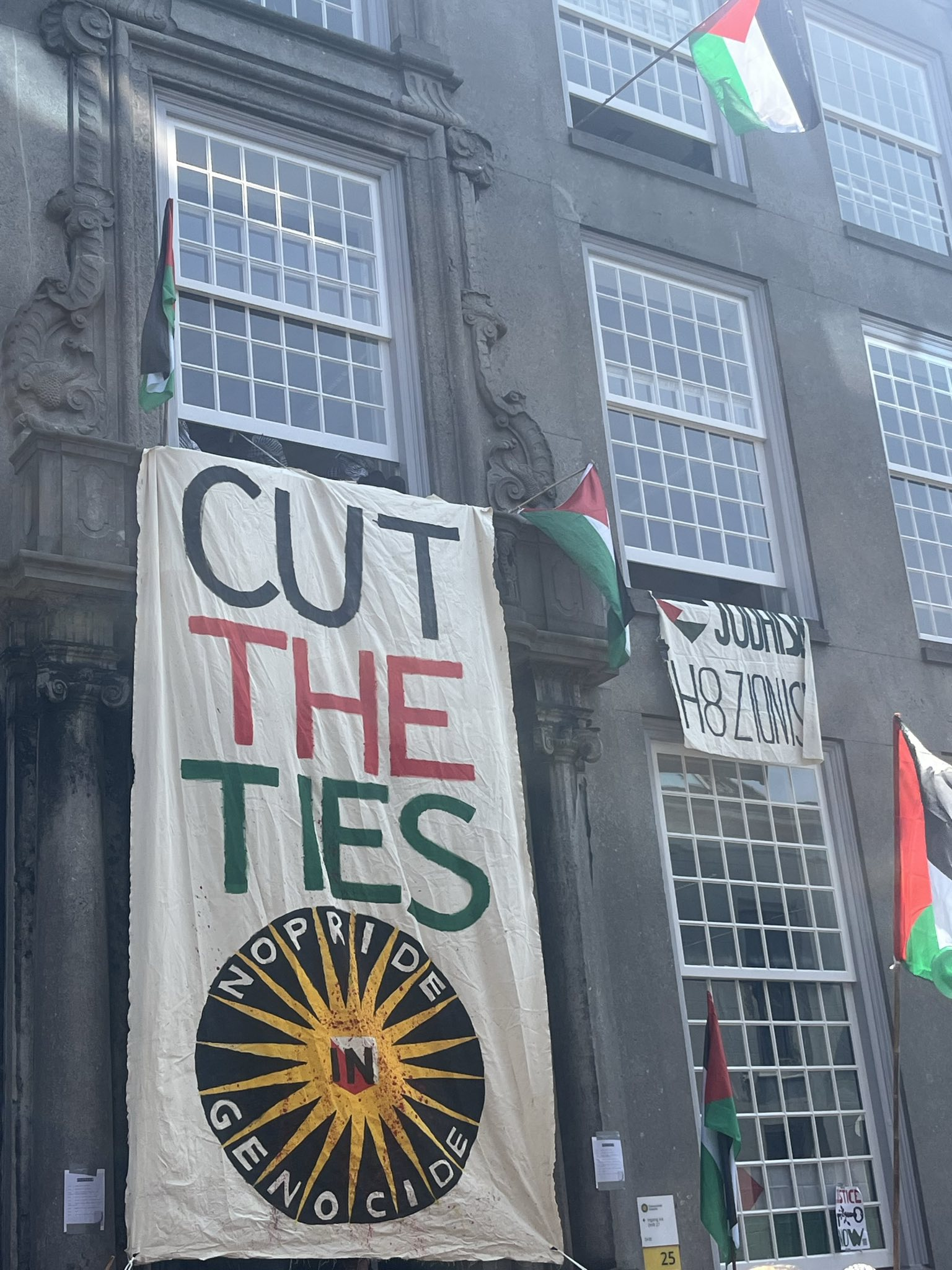
Aan het universiteitsgebouw Drift 25 hangen spandoeken met de teksten "Verbreek de banden, geen trots op genocide", "<3 (liefde) Jodendom, H8 (haat) Zionisme" en "Nu recht".

Eind maart ketenden pro-Palestijnse activisten zich vast aan de ingang van het bestuursgebouw van de Universiteit Utrecht op het Utrecht Science Park, waardoor de toegang tijdelijk werd geblokkeerd.
Op 7 mei, een jaar na de vorige poging tot een studentenprotestkamp op dezelfde locatie, zetten demonstranten tenten en spandoeken op in de binnenplaats van de universiteitsbibliotheek. Het kamp werd opgezet als permanent protest en bood dagelijks teach-ins, workshops, lezingen, filmvertoningen en discussies. Het kamp werd genoemd naar de Palestijnse journalist Hossam Shabat, die op 24 maart 2025 werd gedood door een Israëlische luchtaanval.
Op 19 mei bezetten de demonstranten ook het universiteitsgebouw Drift 13, waarna de politie ingreep. Agenten betraden het gebouw en verwijderden de studenten met geweld. Buiten het gebouw werden verschillende demonstranten eveneens slachtoffer van politiegeweld, waarbij sommigen gewond raakten. De politie arresteerde 49 personen wegens huisvredebreuk en vervoerde hen per bus naar een andere locatie in Utrecht; de meesten werden later die avond vrijgelaten. Het politieoptreden werd bekritiseerd door verschillende medewerkersgroepen binnen de universiteit en door de burgemeester van Utrecht.
Op 3 juni bezetten demonstranten vreedzaam een ander universiteitsgebouw, Janskerkhof 15a, vanwege onvoldoende optreden van de universiteit. De colleges werden niet verstoord. Na een overnachting gaven de politie en het College van Bestuur een laatste ontruimingswaarschuwing af, waarop de demonstranten het gebouw vreedzaam en vrijwillig verlieten.
Op 18 juni blokkeerden activisten in Utrecht delen van de Driftstraat en bezetten het universiteitsgebouw Drift 25. Dit leidde tot de sluiting van de Universiteitsbibliotheek en omliggende gebouwen. Hoewel de straatblokkade is beëindigd en de bibliotheek weer open is voor houders van een universiteitspas, blijven andere gebouwen aan de Driftstraat gesloten.

### Erasmus Universiteit Rotterdam
Op 13 mei zetten activisten een protestkamp op op de Erasmus Plaza van de Erasmus Universiteit Rotterdam. Ondanks het verbod op overnachtingen door de universiteit, werden deze getolereerd dankzij de goede communicatie met de universiteit. Het protest richt zich op bezuinigingen, banden met Israëlische instellingen en de fossiele-brandstofindustrie. Een woordvoerder van de universiteit bevestigde dat demonstraties zijn toegestaan zolang ze vreedzaam blijven en het onderwijs, onderzoek of de veiligheid niet verstoren.

### Universiteit Maastricht
Op 25 mei blokkeerde een studentengroep bij Universiteit Maastricht de ingangen van meerdere faculteiten uit protest tegen de banden van de instelling met Israëlische universiteiten. Demonstranten eisten dat de universiteit academische samenwerkingen, vooral met de Hebrew University of Jerusalem, zou stopzetten vanwege haar vermeende rol in het normaliseren van Israëlisch beleid tegenover Palestijnen. De blokkades duurden enkele uren en verliepen vreedzaam, ondanks enkele confrontaties. Later in de week organiseerde de groep extra walk-outs.

### Vrije Universiteit Amsterdam
Op 3 juni werd bij de Vrije Universiteit Amsterdam (VU) een pro-Palestijns protest georganiseerd. Hierbij werd onder meer een tentenkamp opgezet dat vernoemd was naar de Palestijnse academicus Khalil Abu Yahia. De protesten riepen de universiteit op om de banden met Israëlische instellingen te verbreken. Het protest, gefaciliteerd door de universiteit met voorzieningen zoals een mobiel toilet, was vreedzaam en gericht op dialoog, met lezingen, culturele activiteiten en sit-ins voor solidariteitsacties van het personeel. De demonstranten bekritiseren de vage publieke uitlatingen van de VU en beschuldigen de universiteit van medeplichtigheid aan genocide en selectieve steun aan politieke protesten. Op 11 juni 2025 ontmantelde de oproerpolitie het kamp en werden verschillende demonstranten gearresteerd. De politie gaf toe daarbij geweld te hebben gebruikt.

### Technische Universiteit Eindhoven
Op 4 juni bespoten activisten de buitenkant van Atlas, het hoofdgebouw van de Technische Universiteit Eindhoven, met verf uit protest tegen de vermeende medeplichtigheid van de universiteit aan de oorlog in Gaza. De actie was volgens de groep een reactie op het onvermogen van de universiteit om via dialoog op hun zorgen in te gaan. Centraal in de kritiek van de activisten staat de betrokkenheid van de universiteit bij het door de EU gefinancierde Horizon Europe-onderzoeksprogramma, waaraan ook Israëlische partners deelnemen. Hoewel het bestuur benadrukt dat Horizon Europe militaire projecten uitsluit, stellen de activisten dat het onderzoek indirect Israëlische militaire toepassingen ondersteunt.

### Hogeschool voor de Kunsten Utrecht
Op 12 juni bezetten demonstranten van de groep HKU4Palestine urenlang een gebouw van de Hogeschool voor de Kunsten Utrecht (HKU) om te protesteren tegen de vermeende banden van de instelling met Israël. De demonstranten eisten dat HKU alle banden met Israëlische instellingen, met name de Bezalel Academie voor Kunst en Vormgeving in Jeruzalem, zou verbreken en riepen op tot transparantie en een openbaar standpunt tegen wat zij de aanhoudende genocide noemden. HKU verklaarde geen institutionele banden te hebben met Israëlische organisaties en is van plan toekomstige samenwerkingen te evalueren aan de hand van een ethisch kader. Nadat ze het bevel hadden gekregen te vertrekken, verlieten de demonstranten het gebouw vreedzaam. Dit was het eerste protest van deze aard op een Nederlandse kunstacademie, na soortgelijke bezettingen aan universiteiten.

### Wageningen University & Research
Op 19 juni organiseerde de actiegroep Wageningen for Palestine een blokkade van het Atlas-gebouw van de Universiteit Wageningen, waar het college van bestuur van de universiteit zetelt. Het protest maakte deel uit van een bredere, door studenten geleide beweging aan Nederlandse universiteiten die opriep tot een einde aan de institutionele banden met Israëlische academische instellingen. De demonstranten verwees naar de deelname van de universiteit aan samenwerkingsverbanden met Israëlische partners en uitten hun diepe schaamte en morele verontwaardiging over de situatie in Gaza. Het protest verliep vreedzaam, waarbij de activisten benadrukten dat ze anderen niet wilden hinderen, maar zich gedwongen voelden om actie te ondernemen. De Universiteit Wageningen erkende de emotionele motieven achter het protest, maar bekritiseerde de gekozen methode en locatie. De universiteit kondigde aan dat ze overweegt een formele klacht in te dienen naar aanleiding van de blokkade.

## Reacties
Op 14 maart maakte de Universiteit van Amsterdam bekend dat het studentenuitwisselingen met de Hebrew University of Jerusalem voor onbepaalde tijd opschort, na aanbevelingen van een commissie over "gevoelige partnerschappen". De beslissing was gebaseerd op zorgen over de banden van de universiteit met het Israëlische leger en het uitblijven van afstand nemen van vermeende mensenrechtenschendingen in Gaza. Israëlische studenten die al in Amsterdam studeren, mogen hun studie afronden, maar nieuwe uitwisselingen zijn stopgezet.
Op 8 mei maakte de Universiteit van Tilburg bekend dat ze de institutionele banden met de Bar-Ilan Universiteit en de Reichman Universiteit in Israël had opgeschort, verwijzend naar hun nauwe banden met het Israëlische leger. Het besluit volgde op een aanbeveling van een door de universiteit benoemde commissie van vier hoogleraren. Pogingen om een dialoog met de twee instellingen op gang te brengen, waren volgens de universiteit niet succesvol. De gesprekken met de Hebreeuwse Universiteit van Jeruzalem zijn gaande, aangezien Tilburg het belang benadrukte van het betrekken van kritische stemmen binnen de Israëlische samenleving.
Op 16 mei kondigde de Universiteit Utrecht aan een onderzoekssamenwerking met het Israëlische Ministerie van Volksgezondheid te beëindigen en haar uitwisselingsprogramma met de Universiteit van Haifa definitief stop te zetten. De meeste bestaande samenwerkingen blijven gehandhaafd, maar de universiteit zal voorlopig geen nieuwe banden met Israëlische instellingen aangaan. Er zal een commissie worden ingesteld om een ethisch kader te ontwikkelen voor partnerschappen met landen die betrokken zijn bij gewapende conflicten of mensenrechtenschendingen. De universiteit veroordeelde ook de Israëlische acties in Gaza en sprak van "genocidaal geweld" en aanhoudende blokkades.
Op 22 mei kondigde de Radboud Universiteit in Nijmegen aan haar institutionele samenwerking met de Tel Aviv University en de Hebrew University te beëindigen. Het besluit volgde op de aanhoudende protesten op de campus en de bevindingen van een commissie dat de mensenrechtenschendingen door Israël in Palestina "ernstig en systematisch" zijn, en dat deze universiteiten bijdragen aan een deel van die schendingen.
Op 5 juni kondigde de Erasmus Universiteit Rotterdam de bevriezing aan van haar samenwerking met drie Israëlische universiteiten – de Bar-Ilan Universiteit, de Hebreeuwse Universiteit van Jeruzalem en de Universiteit van Haifa – vanwege zorgen over mogelijke betrokkenheid bij mensenrechtenschendingen. Uitwisselingsprogramma's en nieuwe onderzoekspartnerschappen worden stopgezet, hoewel individuele academische contacten nog steeds toegestaan zijn. Het besluit volgt op een kritisch rapport van een onafhankelijke adviescommissie, waarin militaire banden en controversiële onderzoeksactiviteiten in de bezette Palestijnse gebieden werden aangehaald.
Op 10 juni maakte de TU Delft bekend dat nieuwe institutionele samenwerkingen met Israëlische universiteiten en organisaties per direct worden opgeschort vanwege zorgen over mogelijke betrokkenheid bij mensenrechtenschendingen in Gaza. Tegelijkertijd worden bestaande partnerschappen opnieuw beoordeeld op basis van criteria die zijn vastgesteld door een interne kamer voor moreel beraad.
Op 17 juni kondigde de Technische Universiteit Eindhoven aan alle institutionele samenwerkingen met Israëlische universiteiten te bevriezen, verwijzend naar de aanhoudende humanitaire crisis in Gaza en zorgen over de banden met de Israëlische defensiesector. Het besluit omvat specifiek de opschorting van de samenwerking met Technion, een Israëlische universiteit die bekendstaat om haar nauwe banden met militair onderzoek. De universiteit is ook van plan een commissie op te richten om gevoelige samenwerkingen te beoordelen, gezien de groeiende bezorgdheid over het potentieel voor dubbel gebruik van civiele technologieën in militaire contexten. President Koen Janssen stelde dat voortzetting van de samenwerking onder de huidige omstandigheden het risico met zich meebrengt van morele medeplichtigheid aan mensenrechtenschendingen.